# Tormenta tropical Matthew (2010)
La tormenta tropical Matthew fue un ciclón tropical débil, pero mortal y destructivo, que tocó tierra en Centroamérica durante la temporada de huracanes del Atlántico de 2010. Matthew, el decimoquinto ciclón tropical y la decimotercera tormenta con nombre del año, se formó el 23 de septiembre y perdió sus características tropicales en la mañana del 26 de septiembre. Sin embargo, sus remanentes continuaron produciendo lluvias potencialmente mortales en partes de Centroamérica a medida que se disipaban.
En Centroamérica y Sudamérica, las lluvias torrenciales producidas por Matthew provocaron inundaciones y deslizamientos de tierra generalizados. Ocho personas murieron a causa de la tormenta en Venezuela, y se ha confirmado la muerte de al menos 100 personas en Centroamérica y el sur de México. En México, un enorme deslizamiento de tierra, de aproximadamente 61 m (200 pies) de longitud, sepultó cerca de 300 viviendas. Inicialmente, las autoridades temieron cientos de víctimas, pero el impacto fue mucho menos letal de lo esperado. A pesar de la desastrosa pérdida de vidas causada por la tormenta, el nombre Matthew no fue retirado y se usó nuevamente en la temporada de 2016, aunque sería retirado después de esa temporada.

## Historia meteorológica
La tormenta tropical Matthew se originó a partir de una onda tropical que emergió en el Atlántico desde la costa oeste de África el 11 de septiembre de 2010. Al día siguiente, dicha onda tropical contribuyó al desarrollo del huracán Julia cerca de Cabo Verde. La parte sur del sistema continuó hacia el oeste, adentrándose en el Atlántico, con un desarrollo mínimo hasta el 20 de septiembre. Tras ocho días sin mayor organización, la convección asociada a la onda tropical comenzó a aumentar, y el Centro Nacional de Huracanes (NHC) mencionó por primera vez la onda como una zona de posible ciclogénesis tropical el 21 de septiembre, señalando condiciones ambientales favorables. Sin embargo, la convección profunda asociada al sistema permaneció desorganizada, a pesar de que los datos de superficie y aire indicaban una circulación superficial organizada. Un área de baja presión se formó el 22 de septiembre cerca de Curaçao, en el centro-sur del mar Caribe; en ese momento, el Centro Nacional de Huracanes (NHC) evaluó una alta probabilidad de desarrollo de un ciclón tropical. La actividad de tormenta eléctrica se mantuvo desorganizada, pero el 23 de septiembre la convección aumentó y se organizó mejor, y se desarrollaron bandas curvas a lo largo del día. Más tarde ese día, un vuelo de los Cazadores de Huracanes hacia el sistema confirmó el desarrollo de una circulación bien definida, y el NHC inició avisos sobre la Depresión Tropical Quince a unas 485 millas (781 km) al este de Puerto Cabezas, Nicaragua. Sin embargo, el análisis posterior indicó que el sistema ya había sido una depresión tropical durante seis horas.
Aunque el Centro Nacional de Huracanes (NHC) clasificó inicialmente la depresión, se observó en el análisis posterior que el sistema ya se había intensificado en la tormenta tropical Matthew, pero se mantuvo operacionalmente como una depresión tropical hasta las 21:00 UTC del 23 de septiembre, según la confirmación de los cazadores de huracanes. En ese momento, se movía generalmente hacia el oeste, debido a una dorsal subtropical sobre el noroeste del mar Caribe y el golfo de México. Los modelos de predicción de ciclones tropicales anticiparon una trayectoria cerca o sobre Nicaragua, seguida del estancamiento de Matthew cerca de la península de Yucatán debido a un colapso en las corrientes directrices. Hubo incertidumbre en el momento de estos últimos eventos, y el Centro Nacional de Huracanes (NHC) señaló que podría ocurrir una gran intensificación si la tormenta permanecía sobre aguas cálidas; esto se debió a condiciones favorables, como temperaturas superficiales del mar superiores a 30 °C (86 °F) y un anticiclón en niveles superiores que proporcionaba una buena salida. A medida que la tormenta se fortalecía gradualmente durante la mañana del 24 de septiembre tras un aumento repentino de convección, el Centro Nacional de Huracanes (CNH) observó una considerable incertidumbre sobre la trayectoria que seguiría Matthew a largo plazo. Algunos modelos numéricos pronostican que la tormenta tropical atravesará la península de Yucatán hacia la bahía de Campeche, mientras que otros pronostican que Matthew alcanzará la costa de la península y luego hará un giro brusco hacia el noreste, de regreso al mar Caribe. Por lo tanto, el Centro Nacional de Huracanes (CNH) consideró su pronóstico de trayectoria —y, por ende, su pronóstico de intensidad— como de "baja confianza".
La tormenta tropical Matthew alcanzó su intensidad máxima el 24 de septiembre a las 18:00 UTC, con vientos máximos sostenidos de 97 km/h (60 mph) y una presión barométrica mínima de 998 mbar (998 hPa; 29,5 inHg). Tan solo una hora después, Matthew tocó tierra a 37 km (23 mi) al sur de la frontera entre Nicaragua y Honduras el 24 de septiembre con vientos de 97 km/h (60 mph). Matthew emergió brevemente en el Golfo de Honduras y no volvió a intensificarse debido a su proximidad a tierra. En dirección oeste-noroeste hacia Belice, Matthew tocó tierra cerca de Monkey River Town con vientos de 64 km/h (40 mph). Después de avanzar tierra adentro, Matthew se debilitó rápidamente y se convirtió en una fuerte depresión tropical sólo tres horas después. A partir de entonces, Matthew experimentó un debilitamiento gradual, a la vez que perdía velocidad a medida que avanzaba sobre el sur de México. En la mañana del 26 de septiembre, finalmente cumplió con su pronóstico al debilitarse hasta quedar en un punto de baja presión remanente; sin embargo, continuó produciendo fuertes lluvias en partes del este de México y otras zonas de Centroamérica. Los remanentes de Matthew se disiparon completamente sobre México, sin embargo el aumento de la humedad y la convección en toda la Bahía de Campeche y el Mar Caribe contribuyeron al desarrollo de la tormenta tropical Nicole sólo dos días después.

## Preparativos
Cuando el NHC emitió su primer aviso sobre la depresión tropical, se emitió una advertencia de tormenta tropical desde Puerto Cabezas, Nicaragua, hacia el norte hasta Limón, Honduras, incluidas las islas cercanas a la costa; se emitió un aviso de huracán desde la misma área.
Los países de Centroamérica pusieron su territorio bajo diversos niveles de alerta debido a la formación de Matthew. Costa Rica emitió una alerta amarilla para su región costera, considerando la posibilidad de un impacto indirecto de la tormenta. Honduras emitió una alerta amarilla para la zona del río Ulúa y alertas verdes para 11 departamentos. En la frontera con Nicaragua, pequeñas comunidades de la provincia de Gracias a Dios fueron evacuadas, obligando al menos a 300 personas a abandonar sus hogares. Las autoridades informaron que las clases se suspenderían hasta nuevo aviso y que 15.000 escuelas se habían habilitado como albergues.
Las autoridades guatemaltecas ordenaron evacuaciones en Izabal, entre la desembocadura del río Motagua y Punta de Manabique. Además, el Instituto de Sismología, Vulcanología, Meteorología e Hidrología (Insivumeh) señaló que Guatemala había experimentado la mayor cantidad de lluvia desde la década de 1940 como resultado de sistemas de tormentas anteriores. En el vecino Belice, las autoridades comenzaron a evacuar tres ciudades cerca de la frontera con Guatemala después de que aumentaron las aguas de las inundaciones.

## Impacto
| País        | Estado/provincia/ departamento | Víctimas mortales | Desaparecidos | Daños (en USD)  |
| ----------- | ------------------------------ | ----------------- | ------------- | --------------- |
| Venezuela   | Distrito capital               | 7                 | 0             | Desconocido     |
| Venezuela   | Sucre                          | 1                 | 0             | Desconocido     |
| Nicaragua   | -                              | 70                | 0             | $10.2 millones  |
| Honduras    | -                              | 4                 | 0             | Desconocido     |
| Belice      | -                              | 0                 | 0             | Desconocido     |
| El Salvador | -                              | 1                 | 0             | Desconocido     |
| Guatemala   | -                              | 0                 | 0             | Desconocido     |
| México      | Chiapas                        | 23                | 13            | Desconocido     |
| México      | Nuevo León                     | 4                 | 1             | Desconocido     |
| México      | Oaxaca                         | 7                 | 0             | $161 millones   |
| México      | Veracruz                       | 9                 | 3             | Desconocido     |
| Total       | Total                          | 126               | 17            | $171.2 millones |

### Caribe Suroriental
La onda tropical precursora produjo lluvias y tormentas eléctricas en las Islas de Sotavento el 22 de septiembre, y una estación en Santa Lucía informó una ráfaga de viento de 48 mph (77 km/h). Al día siguiente, el tiempo ventoso se extendió a las Islas ABC, Venezuela y Colombia.

### Venezuela
En Caracas, Venezuela, las fuertes lluvias asociadas a Matthew provocaron importantes inundaciones que destruyeron varias viviendas y mataron al menos a siete personas.Otra persona, un hombre de 70 años, fue arrastrada por un río crecido en el estado nororiental de Sucre más tarde ese mismo día.

### Centroamérica
Matthew tocó tierra en Centroamérica como tormenta tropical, causando lluvias torrenciales e inundaciones locales en varias zonas, principalmente de Honduras, Belice y Guatemala. También se han reportado daños menores por viento en algunas zonas, y el paso de la tormenta ha dejado temporalmente a varios residentes sin electricidad. Hasta el momento, se desconocen los daños exactos en estos países, pero fueron menos graves de lo previsto. Se han confirmado al menos 69 muertes en toda Centroamérica; Nicaragua reportó al menos 66 muertes, mientras que en El Salvador se confirmó la muerte de tres personas.

#### Honduras
Matthew azotó Honduras como tormenta tropical el 24 de septiembre, con vientos máximos sostenidos de más de 50 mph (80 km/h). Varias líneas eléctricas se derrumbaron debido a fuertes ráfagas de viento; miles de residentes se quedaron sin electricidad durante horas, y los meteorólogos advirtieron que las fuertes lluvias podrían causar inundaciones y deslizamientos de tierra en zonas propensas a desastres de varios países centroamericanos. En Olanchito, cerca de la costa norte, un arroyo se desbordó e inundó una casa, pero los bomberos lograron rescatar a sus 10 ocupantes. Varias casas y carreteras resultaron dañadas y quedaron inaccesibles, así como al menos nueve puentes. Además, no hubo informes inmediatos de daños mayores; sin embargo, los cultivos de granos, banano y caña de azúcar resultaron gravemente dañados cuando los ríos se desbordaron. No hubo informes iniciales de víctimas, aunque se informó que 15 personas estaban desaparecidas después de abordar un velero en la costa de Honduras.

#### Guatemala
Matthew, que mantuvo su categoría de depresión tropical a su paso por el país, provocó fuertes lluvias que azotaron Guatemala el 25 de septiembre, causando inundaciones dispersas en algunas zonas del país. Las autoridades de Puerto Barrios —presumiblemente la ciudad guatemalteca más afectada— reportaron fuertes inundaciones y varios árboles derribados a causa de los fuertes vientos. La tormenta también provocó inundaciones significativas en plantaciones azucareras y cafetaleras, lo que se cree que provocó graves pérdidas de azúcar debido a los cañaverales ya inundados por las lluvias anteriores. Los cafetos también corrían el riesgo de enfermedades y la proliferación de hongos debido al exceso de humedad. En total, los productores azucareros guatemaltecos pronostican que su cosecha de noviembre será un 5 % inferior a los 2,34 millones de toneladas métricas producidas en octubre de 2009. No se han reportado muertes ni heridos a causa de Matthew en el país.

#### Nicaragua
Las fuertes inundaciones en todo el país provocaron el colapso de varios puentes y destruyeron carreteras y vías de comunicación, lo que imposibilitó el contacto con todas las comunidades afectadas. A medida que continuaban las evaluaciones, surgió la preocupación por la alta producción agrícola de la región y sus efectos en los medios de vida y las economías. La tormenta y las lluvias subsiguientes afectaron a 255 comunidades y 80 municipios en nueve de las 16 provincias del país, en el norte, oeste y sur. Más de 1000 familias, unas 6200 personas, huyeron de situaciones peligrosas debido a las lluvias solo en Nicaragua, buscando refugio en 72 albergues activos. En todo el país se reportaron 66 personas muertas como resultado de las fuertes lluvias asociadas a Matthew.
En todo el país, la tormenta provocó daños por aproximadamente 207 millones de córdobas (10,2 millones de dólares de 2010).

### México

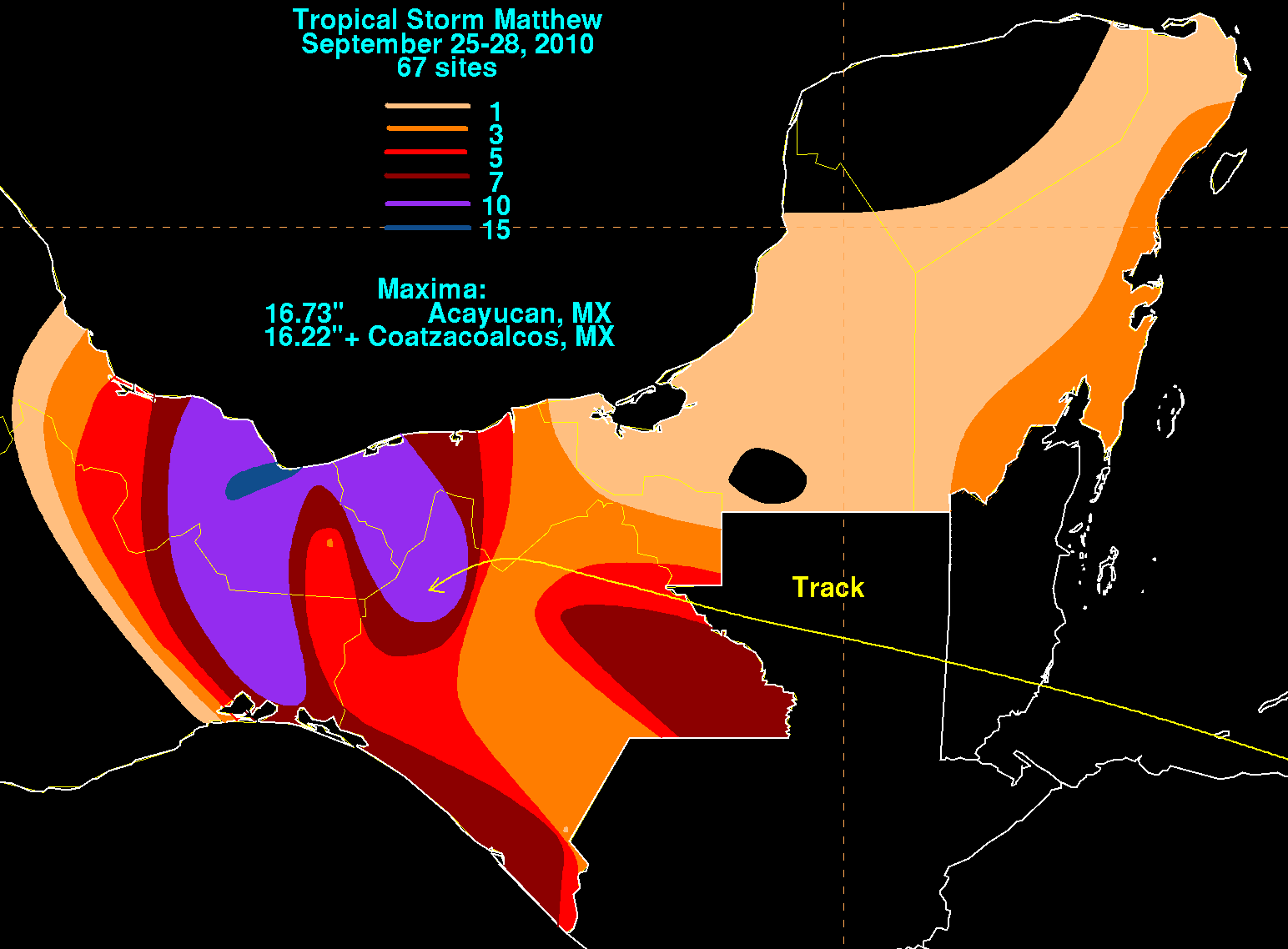
Precipitación total de la tormenta Matthew en México

Como depresión tropical, Matthew se desplazó al sur de México y se disipó, aunque el Centro Nacional de Huracanes advirtió la posibilidad de fuertes acumulaciones de lluvia de hasta 760 mm en regiones aisladas; la agencia también señaló la posibilidad de "inundaciones repentinas y deslizamientos de lodo potencialmente mortales". En todo México, al menos 32 personas han muerto a causa de varios deslaves.
En todo Oaxaca, los daños causados por la tormenta se estimaron en al menos 2 mil millones de pesos mexicanos (161 millones de dólares estadounidenses). En Veracruz, los daños combinados causados por Matthew y el huracán Karl anteriormente provocaron aproximadamente 100 mil millones de pesos mexicanos (8 mil millones de dólares estadounidenses) en daños; se desconoce exactamente cuánto del total se debe a Matthew.
México estaba experimentando algunas de las lluvias más intensas de los últimos tiempos antes de la llegada de Matthew. Miles de personas se vieron obligadas a abandonar sus hogares en el sur del país debido a las lluvias. La ciudad de Santa María Tlahuitoltepec, donde se produjo uno de los deslizamientos de tierra, tiene una población de 9,000 habitantes, la mayoría de los cuales son indígenas mixes. El deslizamiento de tierra se produjo a las 4.00 hora local, en una zona montañosa inundada por lluvias torrenciales. Parte de una colina se derrumbó a lo largo de 200 metros, destruyendo más de 300 casas. El gobernador del estado, Ulises Ruiz Ortiz, declaró previamente que es prematuro determinar cuántas víctimas quedaron atrapadas o sepultadas, pero inicialmente se estimó que el número de desaparecidos podría ser de entre 600 y 1,000 personas. Más tarde se informó que once personas estaban desaparecidas y que inicialmente no se había confirmado ninguna muerte; sin embargo, varios días después se confirmó la muerte de hasta seis personas, lo que finalizó el recuento de muertos. El ejército mexicano ha intentado llegar a la localidad, junto con cientos de rescatistas enviados para asistir a las víctimas. Sin embargo, surgieron dificultades debido a inundaciones y deslizamientos de tierra durante el camino. La Cruz Roja Mexicana informó que enviaría 40 especialistas en salud, perros de rescate y 15 vehículos de emergencia a la zona.